# Werner Bräutigam
Werner Bräutigam (* 12. Oktober 1949 in Plauen) ist ein ehemaliger Fußballspieler. Für die BSG Sachsenring war er in der höchsten Spielklasse des DDR-Fußballs, der Oberliga, aktiv und gewann mit der Betriebssportgemeinschaft aus Zwickau 1975 den nationalen Pokalwettbewerb.

## Fußball-Laufbahn

### Über Plauen nach Zwickau
Bräutigam spielte bis 1974 bei der BSG Wema Plauen, zuletzt in der drittklassigen Bezirksliga Karl-Marx-Stadt. Ein Jahr zuvor war Plauen aus der DDR-Liga abgestiegen, und als der erhoffte Wiederaufstieg nicht gelang, wechselte Bräutigam im Alter von 24 Jahren zum Beginn der Saison 1974/75 zum nahegelegenen Oberligisten Sachsenring Zwickau. Hier wurde der 1,81 Meter große Angriffsspieler perspektivisch als Ersatz für den 30-jährigen Mittelstürmer Hartmut Rentzsch aufgebaut. Er wurde bereits am ersten Saisonspieltag, 24. August 1974, in der Oberligamannschaft eingesetzt. Im Punktspiel FC Carl Zeiss Jena – Sachsenring (1:0) kam er in der 65. Minute für Rentzsch als Mittelstürmer in die Mannschaft. Zum Ende der Hinrunde spielte Bräutigam sporadisch weiter im Sturm, in den drei letzten Punktspiele für den verletzten Ludwig Blank als rechter Stürmer. Nachdem Rentzsch zum Jahresende seine Oberligalaufbahn beendet hatte, übernahm Bräutigam dessen Position und spielte bis zum Saisonende sämtliche dreizehn Punktspiele als Mittelstürmer.

### Erfolgreich im Pokal
In der Pokalrunde 1974/75 bestritt Bräutigam vier der sieben Spiele der Sachsenringmannschaft, mit denen sie das Endspiel um den DDR-Fußballpokal erreichte. Im Halbfinal-Rückspiel bei Wismut Aue schoss Bräutigam das Tor der Zwickauer, sodass diese nach dem 1:0-Hinspielsieg trotz einer 1:2-Niederlage aufgrund der Auswärtstorregel in das Endspiel kamen. Das Finale gegen Dynamo Dresden musste durch ein Elfmeterschießen entschieden werden, Bräutigam war einer der erfolgreichen Schützen zum 4:3-Sieg, mit dem Sachsenring zum dritten Mal den FDGB-Pokal gewann und Bräutigam zu seinem einzigen Titelgewinn seiner Fußball-Laufbahn kam. In den anschließenden Spielen der Sachsenring-Mannschaft im Europapokal der Pokalsieger 1975/76, mit denen die Zwickauer überraschend bis in das Halbfinale vorstießen, bestritt Bräutigam sechs der acht Begegnungen. In zwei Spielen musste er aufgrund eines Feldverweises pausieren, den er sich im Spiel beim AC Florenz (0:1) eingehandelt hatte.

### Sachsenrings erfolgreicher Torjäger
Bis zum Ende des Jahres 1976 wurde Bräutigam regelmäßig als Mittelstürmer eingesetzt und wurde in der Saison 1975/76 mit fünf Treffern Torschützenkönig der Zwickauer. Bereits in der Rückrunde der Saison 1976/77 wurde er mehrfach als rechter Stürmer aufgeboten, während Gerd Schellenberg in das Sturmzentrum rückte. Ab Herbst 1977 wurde die rechte Sturmseite endgültig Bräutigams Stammposition. In der Saison 1977/78 war er der einzige Zwickauer Oberligaspieler, der sämtlich 26 Punktspiele bestritt. Auch in den folgenden Jahren gehörte Bräutigam mit stets mehr als 20 Punktspieleinsätzen zum Mannschaftskern. Sowohl 1979 als auch 1980 (hier zusammen mit Uwe Fuchs) war er erneut mit fünf bzw. vier Punktspieltoren Sachsenrings treffsicherster Schütze. Seine letzte Oberligasaison absolvierte er 1980/81, in der der nun 31-Jährige noch einmal 17 Punktspiele bestritt. Im 21. Saisonpunktspiel Sachsenring – Vorwärts Frankfurt (0:2) am 15. April 1981 kam er zum letzten Mal in der Oberliga zum Einsatz, als er in der 68. Minute noch einmal als Mittelstürmer eingewechselt wurde. Nach diesem Spiel konnte Bräutigam auf 153 Oberligaspiele zurückblicken, in denen er insgesamt 27 Tore erzielt hatte.

### Karriereende in Plauen
Im Sommer 1981 kehrte Bräutigam im Alter von 32 Jahren zu seiner früheren Sportgemeinschaft Wema Plauen zurück, wo er in der Bezirksliga noch einige Jahre aktiv blieb. Nach dem endgültigen Ende seiner Laufbahn als Fußballspieler ließ sich Bräutigam wieder in Zwickau nieder. Gelegentlich spielte er dort noch in der Traditionsmannschaft des FSV Zwickau, dem Nachfolgeverein der BSG Sachsenring.